# Peperomia hydnostachya
Peperomia hydnostachya là một loài thực vật có hoa trong họ Hồ tiêu. Loài này được (Trel.) Callejas miêu tả khoa học đầu tiên.